# SID ALL SINGLES BEST
『SID ALL SINGLES BEST』（シド・オール・シングルス・ベスト）は、シドの2枚目のベスト・アルバム。2016年1月13日にキューンミュージックから発売された。

## 概要
シド初となるシングルコレクション。インディーズ1枚目の「Sweet?」からメジャー20枚目の「漂流」に新曲「夢心地」を加えた29曲が収録されている。
初回生産限定盤A（2CD+2BD）、初回生産限定盤B（2CD+BD）、通常盤（2CD）の3タイプで発売された。初回特典のBDは、それまでのシングル曲のMV（初回生産限定盤Aのみ）と、タイプの違うライブ映像が収録されている。また、対象店舗では購入者にB3サイズのメンバーポスター（全5種からランダムに1枚）が配布された。

## 収録曲
全作詞：マオ
作曲：しんぢ表記の楽曲も現在のShinji表記とする。

### Disc 1
1. Sweet?
  - 作曲：御恵明希
  - インディーズ1stシングル。シングルバージョンはアルバム初収録。
2. ホソイコエ
  - 作曲：Shinji
  - インディーズ2ndシングル。
3. chapter 1
  - 作曲：御恵明希
  - インディーズ3rdシングル。
4. 御手紙
  - 作曲：御恵明希
  - インディーズ4thシングル。
5. smile
  - 作曲：Shinji
  - インディーズ5thシングル。
6. 夏恋
  - 作曲：Shinji
  - インディーズ6thシングル。
7. 蜜指～ミツユビ～
  - 作曲：Shinji
  - インディーズ7thシングル。
8. 涙の温度
  - 作曲：御恵明希
  - インディーズ最後のシングル。
9. モノクロのキス
  - 作曲：Shinji
  - メジャーデビューシングル。
10. 2℃目の彼女
  - 作曲：Shinji
  - メジャー2ndシングル。
11. 嘘
  - 作曲：ゆうや
  - メジャー3rdシングル。
12. one way
  - 作曲：御恵明希
  - メジャー4thシングル。
13. sleep
  - 作曲：御恵明希
  - メジャー5thシングル。
14. レイン
  - 作曲：ゆうや
  - メジャー6thシングル。

### Disc 2
1. cosmetic
  - 作曲：Shinji
  - メジャー7thシングル。
2. 乱舞のメロディ
  - 作曲：御恵明希
  - メジャー8thシングル。シングルバージョンはアルバム初収録。
3. いつか
  - 作曲：Shinji
  - メジャー9thシングル。
4. 冬のベンチ
  - 作曲：ゆうや
  - メジャー10thシングル。
5. 残り香
  - 作曲：ゆうや
  - メジャー11thシングル。
6. S
  - 作曲：御恵明希
  - メジャー12thシングル。
7. V.I.P
  - 作曲：御恵明希
  - メジャー13thシングル。
8. 恋におちて
  - 作曲：御恵明希
  - メジャー14thシングル。
9. サマラバ
  - 作曲：御恵明希
  - メジャー15thシングル。
10. ANNIVERSARY
  - 作曲：御恵明希
  - メジャー16thシングル。
11. hug
  - 作曲：御恵明希
  - メジャー17thシングル。
12. ENAMEL
  - 作曲：御恵明希
  - メジャー18thシングル。
13. White tree
  - 作曲：御恵明希
  - メジャー19thシングル。
14. 漂流
  - 作曲：Shinji
  - メジャー20thシングル。
15. 夢心地
  - 作曲：ゆうや
  - SID ALL SINGLES BESTに追加された新曲。

## 補足
マオが喉のポリープを切除し、メニエール病の治療を行った影響で、「サマラバ」以降の楽曲と「恋におちて」まででは、マオの声が若干変わっている。